# Parocneria vestalina
Parocneria vestalina är en fjärilsart som beskrevs av Otto Staudinger 1895. Parocneria vestalina ingår i släktet Parocneria och familjen tofsspinnare. Inga underarter finns listade i Catalogue of Life.